# Trophée Vert
Le Trophée Vert est une compétition annuelle de trot attelé française créée en 2001 et organisée par la société mère LeTrot. Il y a en tout, en 2024, quatorze étapes dans toute la France d'avril à septembre sur des hippodromes différents avec des pistes en herbe. La finale a lieu chaque année en septembre à Craon, situé dans la Mayenne, à l'occasion de ses traditionnelles Trois Glorieuses.

## Principe
À chaque étape, trois courses sont supports du Trophée Vert : une course est réservée aux professionnels, une autre est réservée aux apprentis-lads-jockeys et une dernière rassemble les amateurs. Les meilleurs professionnels, apprentis et amateurs marquent des points, dans leur catégorie, selon leur classement à l'arrivée de chaque course, tout au long du circuit (1er : 15 points, 2e : 10 points, 3e : 8 points, 4e : 6 points, 5e : 5 points, 6e : 4 points, 7e : 3 points, disqualifié et non-placé : 1 point). Lors de la finale à Craon, les points sont doublés.
Les participants gagnent également des points d'assiduité. De la 2e à la 5e participation : 1 point, de la 6e à la 10e : 2 points et de la 11e à la 14e : 3 points.

## Historique
Le circuit du Trophée Vert est créé en 2001 pour mettre à l'honneur les plus belles pistes en herbe de l'Hexagone réservées aux trotteurs et créer une fête populaire à chaque étape. Elle est alors composée de six étapes et d'une finale à Craon, la première étape ayant lieu le  27 mai à Nîmes et la sixième le 19 août au Touquet. Depuis, le Trophée Vert n'a cessé de se développer et d'accueillir de nouveaux hippodromes au sein de son circuit pour atteindre treize étapes et une grande finale, toujours à Craon, en 2024. Les hippodromes du Trophée Vert sont majoritairement gérés par des bénévoles.[réf. nécessaire]

## Organisateur et partenaires
La compétition est organisée par la Société d'encouragement à l'élevage du Trotteur français, le Pari mutuel urbain est partenaire officiel, Equidia et Province-Courses (média des qualifications et des courses au trot en régions) sont partenaires médias.

## Étapes 2024
En 2024, le circuit du Trophée Vert comporte quatorze étapes, organisées dans toute la France, du dimanche 31 mars au lundi 2 septembre. Comme chaque année depuis sa création, la finale a lieu sur l'hippodrome de Craon. Les étapes ont lieu à Écommoy, Carpentras, Fougères, Eauze, Alençon, Le Touquet, Niort, Bernay, Sablé-sur-Sarthe, Royan, Aix-les-Bains, Granville, Montier-en-Der et la finale à Craon.
Le gagnant du Trophée Vert 2024 est Harry de Sassy, vainqueur de la finale et de l'étape d'Eauze.

## Étapes 2023
En 2023, le circuit du Trophée Vert comporte quatorze étapes, organisées dans toute la France, du dimanche 2 avril au lundi 4 septembre.  Les étapes ont lieu à Nîmes, Tours, Vannes, Rambouillet, Villeneuve-sur-Lot, La Roche-Posay, Montluçon, Arras, Agon-Coutainville, Royan, Saint-Jean-de-Monts, Bréhal, Montier-en-Der et la finale à Craon.
La gagnante du Trophée Vert 2023 est Hotline de Carsi, vainqueur à Nîmes et à Royan et deuxième de la finale.

## Étapes 2022
Le vainqueur du circuit 2022 est Caliméro du Thiole, vainqueur de l'étape d'Écommoy.

## Étapes 2021
Le vainqueur du circuit 2021 est Clarck Sotho, vainqueur des étapes de Granville et de La Gacilly.